# Eek! The Cat
Eek! Der Kater (engl. Eek! The Cat) ist eine kanadische Zeichentrickserie, die von Savage Steve Holland und Bill Kopp erfunden wurde.

## Inhalt
In der Serie geht es um den violetten Kater Eek!, dessen Motto es tut nie weh zu helfen ist. Diese Einstellung bringt ihm jedoch immer Probleme. Weitere Charaktere in der Serie sind unter anderem Eek!s (menschliche) Familie, mit denen er nicht kommunizieren kann, Eek!s Freundin Anabelle und ihr Hai-Hund Sharky.

## Produktion und Veröffentlichung
Die Serie wurde ab 1992 unter der Regie von John Halfpenny, Jamie Whitney und Savage Steve Holland produziert, die Drehbücher schrieben Savage Steve Holland, Bill Kopp und Sandy Fries. Nathan Wang komponierte die Musik. Die Serie wurde vom 12. September 1992 bis zum 8. August 1997 durch YTV in Kanada ausgestrahlt. Gleichzeitig fand die Ausstrahlung bei Fox Kids in den USA statt.
Die Serie wurde unter anderem ins Italienische und Polnische übersetzt. Die deutsche Erstausstrahlung begann am 1. April 1994 bei Sat.1. Später folgten Ausstrahlungen bei Fox Kids und Jetix.

## Synchronisation
| Rolle           | Englischer Sprecher |
| --------------- | ------------------- |
| Eek             | Bill Kopp           |
| Bill            | Dan Castellaneta    |
| Wendy Elizabeth | Elizabeth Daily     |
| Annabelle       | Tawny Kitaen        |

## Videospiel
1994 kam ein Videospiel für Super Nintendo Entertainment System zu Eek! Der Kater heraus.